# Młodzieżowe Mistrzostwa Polski Par Klubowych na Żużlu 2012
Młodzieżowe Mistrzostwa Polski Par Klubowych na Żużlu 2012 – zawody żużlowe, mające na celu wyłonienie medalistów młodzieżowych mistrzostw Polski par klubowych w sezonie 2012. Rozegrano trzy turnieje eliminacyjne oraz finał, w którym zwyciężyli żużlowcy Unii Tarnów.

## Finał
- Gniezno, 20 października 2012
- Sędzia: Jerzy Najwer

| Miejsce | Kluby                        | Suma | Zawodnicy                                       | Punkty                                           |
| ------- | ---------------------------- | ---- | ----------------------------------------------- | ------------------------------------------------ |
| złoto   | Azoty Tauron Tarnów          | 25   | Maciej Janowski Kacper Gomólski Jakub Jamróg    | 9 (2,2,2,–,3,0) 10 (3,–,3,1,–,3) 6 (–,3,–,3,0,–) |
| srebro  | Polonia Bydgoszcz            | 22   | Mikołaj Curyło Szymon Woźniak Bartosz Bietracki | 8 (d,1,2,2,2,1) 14 (3,3,1,3,1,3) ns              |
| brąz    | WTS Warszawa                 | 20   | Łukasz Sówka Łukasz Przedpełski Adrian Gała     | 15 (3,2,3,2,2,3) 4 (2,0,2,0,–,d) 1 (–,–,–,–,1,–) |
| 4       | Lechma Start Gniezno         | 19   | Oskar Fajfer Maciej Fajfer Wojciech Lisiecki    | 13 (1,3,3,3,1,2) 6 (0,1,–,1,3,1) 0 (–,–,0,–,–,–) |
| 5       | Dospel Włókniarz Częstochowa | 19   | Artur Czaja Marcin Bubel Oskar Polis            | 9 (2,0,1,2,3,1) 10 (1,2,0,3,2,2) ns              |
| 6       | Stelmet Falubaz Zielona Góra | 11   | Remigiusz Perzyński Alex Zgardziński            | 5 (1,1,1,1,1,0) 6 (0,3,0,0,0,3)                  |
| 7       | Unia Leszno                  | 10   | Kamil Adamczewski Daniel Kaczmarek Filip Marach | 9 (1,2,2,w,2,2) 1 (0,–,0,1,–,–) 0 (–,0,–,–,0,0)  |

Bieg po biegu:
1. Gomólski, Janowski, O.Fajfer, M.Fajfer
2. Woźniak, Czaja, Bubel, Curyło (d/4)
3. Sówka, Przedpełski, Adamczewski, Kaczmarek
4. Jamróg, Janowski, Perzyński, Zgardziński
5. O.Fajfer, Bubel, M.Fajfer, Czaja
6. Woźniak, Sówka, Curyło, Przedpełski
7. Zgardziński, Adamczewski, Perzyński, Marach
8. Gomólski, Janowski, Czaja, Bubel
9. O.Fajfer, Curyło, Woźniak, Lisiecki
10. Sówka, Przedpełski, Perzyński, Zgardziński
11. Jamróg, Adamczewski, Gomólski, Kaczmarek
12. O.Fajfer, Sówka, M.Fajfer, Przedpełski
13. Bubel, Czaja, Kaczmarek, Adamczewski (w/su)
14. Woźniak, Curyło, Perzyński, Zgardziński
15. Janowski, Sówka, Gała, Jamróg
16. M.Fajfer, Adamczewski, O.Fajfer, Marach
17. Czaja, Bubel, Perzyński, Zgardziński
18. Gomólski, Curyło, Woźniak, Janowski
19. Zgardziński, O.Fajfer, M.Fajfer, Perzyński
20. Sówka, Bubel, Czaja, Przedpełski (d/start)
21. Woźniak, Adamczewski, Curyło, Marach